# Eulasia analis
Eulasia analis là một loài bọ cánh cứng trong họ Glaphyridae. Loài này được Solsky miêu tả khoa học năm 1876.